# Guillaume Centullion
Guillaume Centullion ou Guilhem Centullion est un ecclésiastique français, évêque d'Apt dans la première moitié du XIIIe siècle. Les dates de son épiscopat sont discutées. Il aurait été évêque de 1243 à sa mort le 26 janvier 1246.

## Biographie
Selon Joseph-Hyacinthe Albanès et P. Calendini, Guillaume Centullion est prévôt d'Apt à partir de 1221 au plus tard. Il devient évêque d'Apt en 1243, succédant à Geoffroy II, mort la même année,.
Le 1er mai 1244, avec d'autres évêques, il signe une formule de trêve,.
Selon Joseph-Hyacinthe Albanès et P. Calendini, la famille de Simiane, dont l'évêque Guillaume Centullion est le suzerain, refuse de lui faire hommage et l'attaque dans son château de Saignon. Guillaume Centullion fait appel au pape et au comte de Provence. Le légat pontifical nomme Guy de Soliers, prévôt de Barjols pour régler le différend, ce qui n'est toujours pas fait à la mort de Guillaume le 26 janvier 1246,.
Selon Ulysse Chevalier, Guillaume Centullion est mort en 1243. Florian Mazel ne donne pas d'année précise pour le début et la fin de son épiscopat. Selon lui, c'est l'évêque Jaufre Dalmas, successeur de Guilhem Centullion et cité à partir de 1243, qui a des démêlés avec la famille de Simiane.
L'évêque d'Apt ultérieur Raimond Centullion lui est apparenté : il est probablement le neveu de Guillaume.